# Los Alegres de Terán
Los Alegres de Terán fueron un grupo mexicano de música norteña originario de General Terán, Nuevo León, México. 
El grupo se formó en General Terán, Nuevo León el año 1948 cuando el acordeonista Eugenio Ábrego y el bajo sextista Tomás Ortiz del Valle se reunieron en un club a mediados de la década de los años 1940, centrándose sus actividades alrededor de la zona de Monterrey, Nuevo León, Reynosa, Tamaulipas, y, finalmente, radicándose en la ciudad fronteriza de McAllen, Texas en los Estados Unidos.

## Estilo e instrumentación musical
Al ser uno de los primeros «duetos» de música norteña, su instrumentación fue muy básica, formada por acordeón de dos hileras y bajo sexto, que es considerada como la dotación tradicional de conjunto de música norteña. La mayoría de su repertorio se concentró en corridos de compás binario o ternario y canciones románticas rurales.
Logrando ser los pioneros de la música norteña.

## Trayectoria
Empezando con su primer disco de 1948: «Corrido de Pepito», fueron pioneros de los duetos de estilo norteño cantando corridos, canciones norteñas y rancheras. Grabaron más álbumes y tuvieron éxitos con muchas canciones, incluyendo «Carta jugada», «Alma enamorada», y «Entre copa y copa». El dueto también realizó anuncios comerciales, como el que realizaron para el primer Festival de Polka, que se celebró en Chicago a mediados de los años 60, y una aparición en varias películas, en particular, el melodrama Pueblito 1961, dirigido por Emilio Fernández. Los Alegres de Terán fueron exaltados al Salón de la Fama Tejano Conjunto en 1983, aunque Ábrego falleció cinco años después. Tomás Ortiz falleció en noviembre de 2007.

## Discografía
- Contrabando del Paso
- Corridos Famosos (1971)
- El Golpe Traidor (1971)